# ラストデイズ「お前は、オレになれる」松田優作×香川照之
『ラストデイズ「お前は、オレになれる」松田優作×香川照之』（ -まえはオレになれる まつだゆうさく かがわてるゆき）は、NHKで放送されたドキュメンタリー番組である。

## 概要
2010年12月22日に『NHK番組たまご』として放送された松田優作のドキュメンタリー番組である。香川照之が旅人となり、松田と親交のあった人物を交え、松田の生涯、『ブラック・レイン』の収録から亡くなるまでの数ヶ月をたどる。放送日が遅れた地域もある。

## 出演者
- 香川照之（俳優）
番組を進行する旅人・案内人である。実の父親に会いに行った際に冷たく、「お前は自分の子どもじゃない」と言われ、それを松田に話したら「おれはお前の親じゃないから」と言われたと語る（香川本人談）。しかし最後には松田から「お前は、オレになれる」と言われ、今回はその言葉の意味を探る。松田と共演した作品は、1989年10月7日に放送されたスペシャルドラマ「華麗なる追跡 THE CHASER」である。
- 丸山昇一
松田と親交があった脚本家である。松田主演作品で担当した脚本は「遊戯シリーズ」「野獣死すべし」などである。
- 重松収
松田主演のテレビドラマ「探偵物語」のセミレギュラー、ダンディ役を演じた俳優である。松田とは文学座時代からの仲で、非常に親しい間柄であった。また松田のドライバーでもあり、「ブラック・レイン」の収録を終え、松田が帰国したのと同時に自動車免許を取得し、重松を迎えに来たというエピソードを語る。共演した作品は「探偵物語」で、それ以外では「殺人遊戯」「処刑遊戯」等で脇役として出演した。
- 松田美由紀（松田優作夫人）
結婚する前、松田が韓国国籍であることを気にしていて、出会ってから変わったと語る。共演した作品は「探偵物語」である。
- 西島秀俊（俳優）